# Cover Flow
Cover Flow — трёхмерный графический интерфейс пользователя включённый в iTunes, Finder и другие продукты компании Apple Inc. для наглядного поиска и быстрого просмотра файлов и цифровых медиа библиотек посредством графических изображений обложек.

## История
Интерфейс Cover Flow был изобретён художником Эндрю Култером Энрайтом (Andrew Coulter Enright) и первоначально был реализован независимым Макинтош разработчиком Джонатаном дель Строзером (Jonathan del Strother).
CoverFlow был куплен Apple Inc. в 2006 году, и его технологии были интегрированы в iTunes 7.0, выпущенном 12 сентября 2006 года. Название было изменено на «Cover Flow». Девятого января 2007 года Apple анонсировал, что iPhone будет включать в себя интерфейс Cover Flow. 11 июля 2007 года на Всемирной конференции разработчиков WWDC Стив Джобс проанонсировал включение Cover Flow в виде опции просмотра файлов в приложении Finder в составе Mac OS X 10.5. 5 сентября 2007 года Apple объявил об использовании интерфейса Cover Flow в моделях iPod nano третьего поколения, iPod classic и iPod touch.
Анимация Cover Flow также используется в программах других разработчиков. Open source медиапроигрыватель Songbird предлагает навигацию с использованием Cover Flow под Windows XP. Подсистемы управления окнами KWin (из состава KDE4) и Compiz Fusion в Линукс позволяют переключаться между запущенными приложениями с анимацией Cover Flow.
В браузере Safari 4 используется Cover Flow для просмотра истории, закладок и т.д.
В настоящий момент, с выходом 11-й версии iTunes, режим Cover Flow исчез из возможностей программы. С чем это связано — достоверно неизвестно. Тем не менее, Apple предлагает иное, довольно стильное решение для отображения обложек альбома, использующее цветовую гамму обложки для построения списка песен в альбоме.

## Использование
Работу Cover Flow можно увидеть в следующих продуктах Apple:
- Finder
- Safari
- iPod
- iPhone